# Campeonato Europeo Femenino Sub-17 de la UEFA 2007-08
El primer Campeonato Europeo Femenino Sub-17 de la UEFA se jugó en la temporada 2007/08, pero mientras que la competición era nueva, el ganador fue un nombre familiar, ya que Alemania añadió el título a su corona continental femenina en las categorías absoluta y sub-19. El ‘grand slam' se completó al día siguiente del triunfo 3-0 contra Francia en Nyon, cuando el 1. FFC Frankfurt levantó la Copa de la UEFA Femenina. Esta competencia otorgó 4 cupos a la Copa Mundial Femenina de Fútbol Sub-17 de 2008, que se realizó en Nueva Zelanda.

## Historia
El 22 de mayo de 2006, el Comité Ejecutivo de la UEFA aprobó el nuevo torneo, al igual que la clasificación de cuatro equipos para la Copa Mundial Femenina de Fútbol Sub-17 de la FIFA 2008 a realizarse en Nueva Zelanda. En febrero de 2007, 40 naciones entraban en el sorteo y las eliminatorias comenzaban en septiembre con Noruega derrotando a Bulgaria 11- 0 y Alemania haciendo lo propio con Israel por 8-0. Alemania y Noruega se encontraban entre las 16 selecciones que pasaron a la segunda ronda, de la que saldrían las cuatro finalistas. Alemania garantizó su clasificación un partido antes, después se le unieron Francia, Inglaterra y Dinamarca.

## Nyon, sede del campeonato
La UEFA decidió actuar como anfitriona del torneo en las seis primeras temporadas de esta competición, jugando todos los encuentros en el Centre Sportif de Colovray, justo enfrente de su sede en Nyon, Suiza. Alemania y Dinamarca iniciaron la competencia.

## Primera Fase de Clasificación
Son diez grupos de cuatro equipos cada uno.
Los diez ganadores de grupo y los seis mejores segundos avanzan a la segunda ronda de clasificación.
Los equipos en cursiva fueron sede del mini-torneo.

### Grupo 1
| Equipo   | Pts | PJ | PG | PE | PP | GF | GC | Dif |
| -------- | --- | -- | -- | -- | -- | -- | -- | --- |
| Suiza    | 7   | 3  | 2  | 1  | 0  | 11 | 2  | 9   |
| Gales    | 5   | 3  | 1  | 2  | 0  | 14 | 4  | 10  |
| Lituania | 4   | 3  | 1  | 1  | 1  | 4  | 7  | -3  |
| Chipre   | 0   | 3  | 0  | 0  | 3  | 0  | 16 | -16 |

| 11 de octubre de 2007, 18:00 | Gales                                                                                         | 10:0    | Chipre | Kleine Allmend, Frauenfeld, Suiza   |                                     |
|                              | Leung 13, 40, 47, 52, Davies 29, Brown 55, Williams 62, Walkley 74, Dutton 75, Passierello 80 | Reporte |        | Árbitro(s): Tanja Subotic Eslovenia | Árbitro(s): Tanja Subotic Eslovenia |

| 11 de octubre de 2007, 19:00 | Suiza                            | 5:0     | Lituania | Bergholz, Wil, Suiza                             |                                                  |
|                              | Kiwic 7, 33, Spahr 29, 64, 80+ 4 | Reporte |          | Árbitro(s): Christina Westrum Pedersen (Noruega) | Árbitro(s): Christina Westrum Pedersen (Noruega) |

| 13 de octubre de 2007, 15:00 | Suiza                                     | 4:0     | Chipre | Kleine Allmend, Frauenfeld, Suiza   |                                     |
|                              | Jörg 17, Dzeladini 71, Heer 75, Ruchet 80 | Reporte |        | Árbitro(s): Esther Farrugia (Malta) | Árbitro(s): Esther Farrugia (Malta) |

| 13 de octubre de 2007, 16:00 | Lituania                        | 2:2     | Gales             | Güttingersreuti, Weinfelden, Suiza  |                                     |
|                              | Sableviciute 28, Imanalijeva 58 | Reporte | Leung 6, Brown 61 | Árbitro(s): Tanja Subotic Eslovenia | Árbitro(s): Tanja Subotic Eslovenia |

| 16 de octubre de 2007, 19:00 | Gales               | 2:2     | Suiza                     | Güttingersreuti, Weinfelden, Suiza               |                                                  |
|                              | Ingle 33, Davies 50 | Reporte | Lamprey (p.p.) 5, Spahr 8 | Árbitro(s): Christina Westrum Pedersen (Noruega) | Árbitro(s): Christina Westrum Pedersen (Noruega) |

| 16 de octubre de 2007, 19:00 | Chipre | 0:2     | Lituania                     | Bergholz, Wil, Suiza                |                                     |
|                              |        | Reporte | Partikaita 31, Kibirkśtis 58 | Árbitro(s): Esther Farrugia (Malta) | Árbitro(s): Esther Farrugia (Malta) |

### Grupo 2
| Equipo       | Pts | PJ | PG | PE | PP | GF | GC | Dif |
| ------------ | --- | -- | -- | -- | -- | -- | -- | --- |
| Países Bajos | 9   | 3  | 3  | 0  | 0  | 7  | 0  | 7   |
| Polonia      | 6   | 3  | 2  | 0  | 1  | 8  | 2  | 6   |
| Azerbaiyán   | 3   | 3  | 1  | 0  | 2  | 2  | 7  | -5  |
| Grecia       | 0   | 3  | 0  | 0  | 3  | 1  | 9  | -8  |

| 8 de octubre de 2007, 15:00 | Países Bajos          | 2:0     | Azerbaiyán | OSiR, Zawiercie, Polonia        |                                 |
|                             | Lewerissa 33, Worm 49 | Reporte |            | Árbitro(s): Rachel Cohen Israel | Árbitro(s): Rachel Cohen Israel |

| 8 de octubre de 2007, 15:00 | Polonia                           | 4:0     | Grecia | Miejski, Jaworzno, Polonia      |                                 |
|                             | Sikora 9, 27, 47, Gorbacewicz 36, | Reporte |        | Árbitro(s): Rhona Daly, Irlanda | Árbitro(s): Rhona Daly, Irlanda |

| 10 de octubre de 2007, 15:00 | Polonia                                  | 4:0     | Azerbaiyán | OSiR, Zawiercie, Polonia        |                                 |
|                              | Sikora 12, Gorbacewicz 33, 38, Ilczuk 71 | Reporte |            | Árbitro(s): Rachel Cohen Israel | Árbitro(s): Rachel Cohen Israel |

| 10 de octubre de 2007, 15:00 | Grecia | 0:3     | Países Bajos           | Miejski, Jaworzno, Polonia          |                                     |
|                              |        | Reporte | Worm 35, Mulder 49, 74 | Árbitro(s): Lena Arwedahl [Suecia]] | Árbitro(s): Lena Arwedahl [Suecia]] |

| 13 de octubre de 2007, 11:00 | Países Bajos    | 2:0     | Polonia | OSiR, Zawiercie, Polonia            |                                     |
|                              | Grimberg 26, 38 | Reporte |         | Árbitro(s): Lena Arwedahl [Suecia]] | Árbitro(s): Lena Arwedahl [Suecia]] |

| 13 de octubre de 2007, 11:00 | Azerbaiyán                | 2:1     | Grecia          | Miejski, Jaworzno, Polonia      |                                 |
|                              | Abbasova 24, Mamishova 71 | Reporte | Papadopoulou 54 | Árbitro(s): Rhona Daly, Irlanda | Árbitro(s): Rhona Daly, Irlanda |

### Grupo 3
| Equipo      | Pts | PJ | PG | PE | PP | GF | GC | Dif |
| ----------- | --- | -- | -- | -- | -- | -- | -- | --- |
| Finlandia   | 9   | 3  | 3  | 0  | 0  | 24 | 2  | +22 |
| Bélgica     | 6   | 3  | 2  | 0  | 1  | 10 | 4  | +6  |
| Islas Feroe | 3   | 3  | 1  | 0  | 2  | 2  | 14 | −12 |
| Estonia     | 0   | 3  | 0  | 0  | 3  | 1  | 17 | −16 |

| 11 de septiembre de 2007, 14:00 | Bélgica                                                | 5:1     | Islas Feroe | Kadriorg, Tallin, Estonia                    |                                              |
|                                 | Lomma 10, Plaisier 19, Vindevoghel 51, Coryn 74, 80+ 2 | Reporte | Joensen 14  | Árbitro(s): Ilonka Milanova Djaleva Bulgaria | Árbitro(s): Ilonka Milanova Djaleva Bulgaria |

| 11 de septiembre de 2007, 18:00 | Finlandia                                                                                                 | 12:1    | Estonia      | A Le Coq Arena, Tallin, Estonia       |                                       |
|                                 | Saarinen 3, 16, 20, 40+ 1, Ihamäki 6, 10, 67, Ojanperä 9, Hietanen 18, Honkanen 32, Alanen 40, Hamberg 59 | Reporte | Emajoe 40+ 2 | Árbitro(s): Marija Damjanovic Croacia | Árbitro(s): Marija Damjanovic Croacia |

| 13 de septiembre de 2007, 14:00 | Finlandia                                                                 | 9:0     | Islas Feroe | Kadriorg, Tallin, Estonia                |                                          |
|                                 | Hietanen 7, Mutikainen 17, 47, 66, Saarinen 31, 32, 49, Ihamäki 72, 80+ 2 | Reporte |             | Árbitro(s): Malgorzata Buchowska Polonia | Árbitro(s): Malgorzata Buchowska Polonia |

| 13 de septiembre de 2007, 18:00 | Estonia | 0:4     | Bélgica                          | A Le Coq Arena, Tallin, Estonia              |                                              |
|                                 |         | Reporte | Van Den Elsen 3, 31, 71, Coryn 6 | Árbitro(s): Ilonka Milanova Djaleva Bulgaria | Árbitro(s): Ilonka Milanova Djaleva Bulgaria |

| 16 de septiembre de 2007, 14:00 | Bélgica   | 1:3     | Finlandia                  | Kadriorg, Tallin, Estonia             |                                       |
|                                 | Hofman 46 | Reporte | Ihamäki 7, 13, Ojanperä 52 | Árbitro(s): Marija Damjanovic Croacia | Árbitro(s): Marija Damjanovic Croacia |

| 16 de septiembre de 2007, 14:00 | Estonia | 0:1     | Islas Feroe     | A Le Coq Arena, Tallin, Estonia          |                                          |
|                                 |         | Reporte | Joensen 17(pen) | Árbitro(s): Malgorzata Buchowska Polonia | Árbitro(s): Malgorzata Buchowska Polonia |

### Grupo 4
| Equipo    | Pts | PJ | PG | PE | PP | GF | GC | Dif |
| --------- | --- | -- | -- | -- | -- | -- | -- | --- |
| Islandia  | 9   | 3  | 3  | 0  | 0  | 15 | 1  | +14 |
| Eslovenia | 4   | 3  | 1  | 1  | 1  | 5  | 7  | −2  |
| Ucrania   | 4   | 3  | 1  | 1  | 1  | 4  | 6  | −2  |
| Letonia   | 0   | 3  | 0  | 0  | 3  | 2  | 12 | −10 |

| 17 de septiembre de 2007, 16:30 | Ucrania                         | 2:2     | Eslovenia   | Sportni Park, Lendava, Eslovenia  |                                   |
|                                 | Gorodetska 18, Sorokina 79(pen) | Reporte | Potrc 7, 49 | Árbitro(s): Olga Tanschi Moldavia | Árbitro(s): Olga Tanschi Moldavia |

| 17 de septiembre de 2007, 16:30 | Islandia                                                            | 7:1     | Letonia              | Mestni Stadion Ptuj, Ptuj, Eslovenia   |                                        |
|                                 | Thorvaldsdottir 3, 17, 31, 69, 70, Olafsdottir 9, Brynjansdottir 34 | Reporte | Ciernigovska 80(pen) | Árbitro(s): Anouk De Jong Países Bajos | Árbitro(s): Anouk De Jong Países Bajos |

| 19 de septiembre de 2007, 16:30 | Ucrania               | 2:1     | Letonia    | Sportni Park, Lendava, Eslovenia        |                                         |
|                                 | Stets 33, Basanska 79 | Reporte | Ivanova 55 | Árbitro(s): Sandra Braz Bastos Portugal | Árbitro(s): Sandra Braz Bastos Portugal |

| 19 de septiembre de 2007, 16:30 | Eslovenia | 0:5     | Islandia                                                   | Fazanerija, Murska Sobota, Eslovenia |                                   |
|                                 |           | Reporte | Gústursdóttir 20, Brynjansdottir 60, 73, 74, Atladottir 75 | Árbitro(s): Olga Tanschi Moldavia    | Árbitro(s): Olga Tanschi Moldavia |

| 22 de septiembre de 2007, 16:30 | Islandia                   | 3:0     | Ucrania | Fazanerija, Murska Sobota, Eslovenia   |                                        |
|                                 | Thorvaldsdottir 12, 27, 62 | Reporte |         | Árbitro(s): Anouk De Jong Países Bajos | Árbitro(s): Anouk De Jong Países Bajos |

| 22 de septiembre de 2007, 16:30 | Letonia | 0:3     | Eslovenia                      | Mestni Stadion Ptuj, Ptuj, Eslovenia    |                                         |
|                                 |         | Reporte | Salkunic 9, 35(pen), Stipic 45 | Árbitro(s): Sandra Braz Bastos Portugal | Árbitro(s): Sandra Braz Bastos Portugal |

### Grupo 5
| Equipo              | Pts | PJ | PG | PE | PP | GF | GC | Dif |
| ------------------- | --- | -- | -- | -- | -- | -- | -- | --- |
| Francia             | 9   | 3  | 3  | 0  | 0  | 31 | 0  | +31 |
| Dinamarca           | 6   | 3  | 2  | 0  | 1  | 30 | 4  | +26 |
| Macedonia del Norte | 3   | 3  | 1  | 0  | 2  | 3  | 18 | −15 |
| Armenia             | 0   | 3  | 0  | 0  | 3  | 1  | 43 | −42 |

| 16 de octubre de 2007, 14:00 | Francia                                                                                         | 11:0    | Macedonia del Norte | Mladost, Strumica, Macedonia              |                                           |
|                              | Poulain 13, Dali 17, Rubio 48, 73, Barbance 62, 80, Crammer 65, 78, Makanza 68, 70, La Villa 76 | Reporte |                     | Árbitro(s): Hilal Tuba Tosun Ayer Turquía | Árbitro(s): Hilal Tuba Tosun Ayer Turquía |

| 16 de octubre de 2007, 14:00 | Dinamarca | 24:0    | Armenia | FC Turnovo, Strumica, Macedonia               |                                               |
|                              | Mikkelsen 2, 20, 25, 35, Veje 4, 10, 18, 29, 43, Svenstrup 24, 60, Kappel Bendtsen 32, 50, 77, Harder 34, 52, 54, 64, 72, 79, 80, Junge Pedersen 58, Andreasen 62, Olsen 67 | Reporte |         | Árbitro(s): Ivana Vlaic, Bosnia y Herzegovina | Árbitro(s): Ivana Vlaic, Bosnia y Herzegovina |

| 18 de octubre de 2007, 14:00 | Francia | 16:0    | Armenia | Mladost, Strumica, Macedonia      |                                   |
|                              | Dali 1, 13, Rubio 6, 37, Barbance 16, 30, 78, Thomas 19, Poulain 42, 54, Rousseau 43, Karsenti 56, 64, 74, Barbetta 58, Torrent 73 | Reporte |         | Árbitro(s): Urszula Norek Polonia | Árbitro(s): Urszula Norek Polonia |

| 18 de octubre de 2007, 14:00 | Macedonia del Norte | 0:6 | Dinamarca                                                                                  | FC Turnovo, Strumica, Macedonia              |                                              |
|                              |                     |     | Mikkelsen 10, Andreeva (p.p.) 18, Kappel Bendtsen 37, Junge Pedersen 39, Veje 46, Hohol 51 | Árbitro(s): Ivana Vlaic Bosnia y Herzegovina | Árbitro(s): Ivana Vlaic Bosnia y Herzegovina |

| 21 de octubre de 2007, 14:00 | Dinamarca | 0:4     | Francia                                        | Mladost, Strumica, Macedonia              |                                           |
|                              |           | Reporte | Barbance 12, Makanza 33, La Villa 37, Rubio 70 | Árbitro(s): Hilal Tuba Tosun Ayer Turquía | Árbitro(s): Hilal Tuba Tosun Ayer Turquía |

| 21 de octubre de 2007, 14:00 | Armenia        | 1:3     | Macedonia del Norte                    | FC Turnovo, Strumica, Macedonia   |                                   |
|                              | Mangasaryan 11 | Reporte | Miloseska 27, Stojanova 40, Dimoska 75 | Árbitro(s): Urszula Norek Polonia | Árbitro(s): Urszula Norek Polonia |

### Grupo 6
| Equipo   | Pts | PJ | PG | PE | PP | GF | GC | Dif |
| -------- | --- | -- | -- | -- | -- | -- | -- | --- |
| Suecia   | 9   | 3  | 3  | 0  | 0  | 17 | 2  | +15 |
| Irlanda  | 6   | 3  | 2  | 0  | 1  | 11 | 2  | +9  |
| Turquía  | 3   | 3  | 1  | 0  | 2  | 8  | 8  | 0   |
| Moldavia | 0   | 3  | 0  | 0  | 3  | 0  | 24 | −24 |

| 19 de octubre de 2007, 14:00 | Suecia | 12:0    | Moldavia | World Wonder Football Centre 2, Antalya, Turquía |                                          |
|                              | Klinga 2, 5, Heimersson 3, 25(pen), Schough 8, Wegerman 10, 21, 26, 38, Karlsson 33, Åberg Zingmark 34, Fredriksson 72 | Reporte |          | Árbitro(s): Natalia Aleksakhina, Ucrania         | Árbitro(s): Natalia Aleksakhina, Ucrania |

| 19 de octubre de 2007, 16:00 | Irlanda                                         | 5:0     | Turquía | World of Wonders Football Centre, Antalya, Turquía |                                       |
|                              | Doherty 11, McDonall 25, Ryan 38, 75, Hanney 45 | Reporte |         | Árbitro(s): Danijela Markovic, Serbia              | Árbitro(s): Danijela Markovic, Serbia |

| 21 de octubre de 2007, 14:00 | Irlanda                               | 5:0     | Moldavia | World Wonder Football Centre 2, Antalya, Turquía |                                 |
|                              | Ward 12, 17, Ryan 19, 78, McDonall 33 | Reporte |          | Árbitro(s): Ginta Pece, Letonia                  | Árbitro(s): Ginta Pece, Letonia |

| 21 de octubre de 2007, 16:00 | Turquía   | 1:3     | Suecia                                | World of Wonders Football Centre , Antalya, Turquía |                                          |
|                              | Elgalp 79 | Reporte | Wegerman 1, Heimersson 9, Sandberg 68 | Árbitro(s): Natalia Aleksakhina, Ucrania            | Árbitro(s): Natalia Aleksakhina, Ucrania |

| 24 de octubre de 2007, 15:00 | Suecia                        | 2:1     | Irlanda            | World Wonder Football Centre 2, Antalya, Turquía |                                       |
|                              | Åberg Zingmark 5, Wegerman 60 | Reporte | Svensson (p.p.) 13 | Árbitro(s): Danijela Markovic, Serbia            | Árbitro(s): Danijela Markovic, Serbia |

| 24 de octubre de 2007, 15:00 | Moldavia | 0:7     | Turquía                                                          | World of Wonders Football Centre, Antalya, Turquía |                                 |
|                              |          | Reporte | Elgalp 5, 10, 27, Sabirli 15, Aydin 39, Özkan 40+ 1, Demiryol 47 | Árbitro(s): Ginta Pece, Letonia                    | Árbitro(s): Ginta Pece, Letonia |

### Grupo 7
| Equipo          | Pts | PJ | PG | PE | PP | GF | GC | Dif |
| --------------- | --- | -- | -- | -- | -- | -- | -- | --- |
| República Checa | 7   | 3  | 2  | 1  | 0  | 12 | 3  | +9  |
| España          | 5   | 3  | 1  | 2  | 0  | 14 | 2  | +12 |
| Italia          | 4   | 3  | 1  | 1  | 1  | 9  | 6  | +3  |
| Bielorrusia     | 0   | 3  | 0  | 0  | 3  | 2  | 26 | −24 |

| 5 de noviembre de 2007, 16:00 | Italia                                                         | 6:2     | Bielorrusia  | Pabellón de la Ciudad del Fútbol, Madrid, España |                                               |
|                               | Lotto 2, Varotto 5, Pfostel 56, Bonetti 68, Marchese 76, 80+ 2 | Reporte | Slysh 11, 12 | Árbitro(s): Marcia Monteiro Pejapes, Portugal    | Árbitro(s): Marcia Monteiro Pejapes, Portugal |

| 5 de noviembre de 2007, 18:15 | España    | 1:1     | República Checa | Pabellón de la Ciudad del Fútbol, Madrid, España |                                     |
|                               | Carriba 8 | Reporte | Vonková 64      | Árbitro(s): Kadriye Gökcek, Turquía              | Árbitro(s): Kadriye Gökcek, Turquía |

| 7 de noviembre de 2007, 16:00 | Italia                  | 2:3     | República Checa                               | Pabellón de la Ciudad del Fútbol, Madrid, España |                                   |
|                               | Bonetti 27, Bonansea 68 | Reporte | Pospisilová 14, Pivonková 40+ 1(pen), 54(pen) | Árbitro(s): Marylin Remy, Francia                | Árbitro(s): Marylin Remy, Francia |

| 7 de noviembre de 2007, 18:15 | Bielorrusia | 0:12    | España | Pabellón de la Ciudad del Fútbol, Madrid, España |                                     |
|                               |             | Reporte | del Río 4, 64, Carriba 6, 20, Serrano 14, 23, 80+ 3, Baudet 31, Mesa 46, Ana Servia 52, Diaz 71, Sandra García 80 | Árbitro(s): Kadriye Gökcek, Turquía              | Árbitro(s): Kadriye Gökcek, Turquía |

| 10 de noviembre de 2007, 18:00 | España     | 1:1     | Italia      | Pabellón de la Ciudad del Fútbol, Madrid, España |                                   |
|                                | Carriba 70 | Reporte | Principi 46 | Árbitro(s): Marylin Remy, Francia                | Árbitro(s): Marylin Remy, Francia |

| 10 de noviembre de 2007, 18:00 | República Checa                                                                     | 8:0     | Bielorrusia | Pabellón de la Ciudad del Fútbol, Madrid, España |                                               |
|                                | Pospisilová 9, Strnadová 28, 48, Veselá 34, Nemcová 37, Vonková 43, 51, Burešová 68 | Reporte |             | Árbitro(s): Marcia Monteiro Pejapes, Portugal    | Árbitro(s): Marcia Monteiro Pejapes, Portugal |

### Grupo 8
| Equipo            | Pts | PJ | PG | PE | PP | GF | GC | Dif |
| ----------------- | --- | -- | -- | -- | -- | -- | -- | --- |
| Escocia           | 9   | 3  | 3  | 0  | 0  | 13 | 1  | +12 |
| Hungría           | 6   | 3  | 2  | 0  | 1  | 9  | 3  | +6  |
| Irlanda del Norte | 1   | 3  | 0  | 1  | 2  | 0  | 8  | −8  |
| Croacia           | 1   | 3  | 0  | 1  | 2  | 0  | 10 | −10 |

| 20 de octubre de 2007, 15:45 | Escocia                                                        | 6:0     | Irlanda del Norte | Laco, Novigrad, Croacia                 |                                         |
|                              | Mitchell 7, Crilly 19, 40, McMurchie 57, Evans 64, Waite 80+ 2 | Reporte |                   | Árbitro(s): Venera Muradova, Azerbaiyán | Árbitro(s): Venera Muradova, Azerbaiyán |

| 20 de octubre de 2007, 15:45 | Hungría                                           | 6:0     | Croacia | Gradski, Umag, Croacia               |                                      |
|                              | Rapp 10, 27, Krisztin 47, Buris 58, 66 Vuković 67 | Reporte |         | Árbitro(s): Sofia Karagiorgi, Chipre | Árbitro(s): Sofia Karagiorgi, Chipre |

| 22 de octubre de 2007, 15:45 | Escocia                              | 4:0     | Croacia | Veli Jozc, Poreč, Croacia           |                                     |
|                              | Crilly 46, 65, Mitchell 62, Waite 68 | Reporte |         | Árbitro(s): Petra Chuda, Eslovaquia | Árbitro(s): Petra Chuda, Eslovaquia |

| 22 de octubre de 2007, 15:45 | Irlanda del Norte | 0:2     | Hungría             | Laco, Novigrad, Croacia              |                                      |
|                              |                   | Reporte | Szabo 36, Váradi 57 | Árbitro(s): Sofia Karagiorgi, Chipre | Árbitro(s): Sofia Karagiorgi, Chipre |

| 25 de octubre de 2007, 15:45 | Hungría | 1:3     | Escocia                       | Gradski, Umag, Croacia                  |                                         |
|                              | Rapp 24 | Reporte | Evans 28, Crilly 47, Waite 50 | Árbitro(s): Venera Muradova, Azerbaiyán | Árbitro(s): Venera Muradova, Azerbaiyán |

| 25 de octubre de 2007, 15:45 | Croacia | 0:0     | Irlanda del Norte | Zminj, Zminj, Croacia               |                                     |
|                              |         | Reporte |                   | Árbitro(s): Petra Chuda, Eslovaquia | Árbitro(s): Petra Chuda, Eslovaquia |

### Grupo 9
| Equipo   | Pts | PJ | PG | PE | PP | GF | GC | Dif |
| -------- | --- | -- | -- | -- | -- | -- | -- | --- |
| Alemania | 9   | 3  | 3  | 0  | 0  | 24 | 1  | +23 |
| Noruega  | 6   | 3  | 2  | 0  | 1  | 22 | 6  | +16 |
| Israel   | 3   | 3  | 1  | 0  | 2  | 1  | 18 | −17 |
| Bulgaria | 0   | 3  | 0  | 0  | 3  | 0  | 22 | −22 |

| 5 de septiembre de 2007, 13:00 | Noruega                                                                                            | 11:0    | Bulgaria | Overlands, Stjørdals, Noruega         |                                       |
|                                | Adserø 13, 58, Vikre 25, 35, Hegland 40+ 1, Liane 47, 50, Andersen 51, 62, Kvavik 59, Kleppa 80+ 3 | Reporte |          | Árbitro(s): Irina Tereshchenko, Rusia | Árbitro(s): Irina Tereshchenko, Rusia |

| 5 de septiembre de 2007, 18:00 | Alemania                                                                         | 8:0     | Israel | Moan Idrettspark, Levanger, Noruega     |                                         |
|                                | Marozsán 3, 46(pen), Popp 22, 61, Bagehorn 40+ 2, Pietsch 59, Knaak 65, Kemme 69 | Reporte |        | Árbitro(s): Zuzana Kovacova, Eslovaquia | Árbitro(s): Zuzana Kovacova, Eslovaquia |

| 7 de septiembre de 2007, 18:00 | Alemania                                                                                        | 10:0    | Bulgaria | Moan Idrettspark, Levanger, Noruega |                                 |
|                                | Popp 12, 30, Kleiner 29, Schöder 42, Marozsán 43(pen), Kemme 44, 46, 72, Knaak 53, Mester 80+ 3 | Reporte |          | Árbitro(s): Ginta Pece, Letonia     | Árbitro(s): Ginta Pece, Letonia |

| 7 de septiembre de 2007, 18:00 | Israel | 0:10    | Noruega                                                                                    | Overlands, Stjørdals, Noruega         |                                       |
|                                |        | Reporte | Vikre 32, 74, Adserø 47, 53, 78, Linde 49, Dekkerhus 61, Kvavik 70, Haanes 76, Liane 80+ 3 | Árbitro(s): Irina Tereshchenko, Rusia | Árbitro(s): Irina Tereshchenko, Rusia |

| 10 de septiembre de 2007, 18:00 | Noruega   | 1:6     | Alemania                                        | Moan Idrettspark, Levanger, Noruega     |                                         |
|                                 | Haanes 12 | Reporte | Huth 15, 39, Marozsán 31, 68, Popp 42, Bujna 75 | Árbitro(s): Zuzana Kovacova, Eslovaquia | Árbitro(s): Zuzana Kovacova, Eslovaquia |

| 10 de septiembre de 2007, 18:00 | Bulgaria | 0:1     | Israel    | Overlands, Stjørdals, Noruega   |                                 |
|                                 |          | Reporte | Falkon 65 | Árbitro(s): Ginta Pece, Letonia | Árbitro(s): Ginta Pece, Letonia |

### Grupo 10
| Equipo     | Pts | PJ | PG | PE | PP | GF | GC | Dif |
| ---------- | --- | -- | -- | -- | -- | -- | -- | --- |
| Inglaterra | 9   | 3  | 3  | 0  | 0  | 17 | 1  | +16 |
| Rusia      | 6   | 3  | 2  | 0  | 1  | 6  | 2  | +4  |
| Eslovaquia | 3   | 3  | 1  | 0  | 2  | 8  | 6  | +2  |
| Georgia    | 0   | 3  | 0  | 0  | 3  | 0  | 22 | −22 |

| 27 de octubre de 2007, 12:00 | Rusia                                                | 3:1     | Eslovaquia      | Poladi, Rustavi, Georgia               |                                        |
|                              | Makarova 26, Hornáková (p.p.) 54, Aborovichute 80+ 1 | Reporte | Mašlejová 40+ 1 | Árbitro(s): Evgenia Kaskantiri, Grecia | Árbitro(s): Evgenia Kaskantiri, Grecia |

| 27 de octubre de 2007, 15:00 | Inglaterra | 13:0    | Georgia | Mikheil Meskhi, Tiflis, Georgia             |                                             |
|                              | Marsh 2, Jane 5, 77, Nobbs 18, 62, 68, Crinean 20, Holbrook 28, 29, Stokes 40+ 1, Rose 51(pen), Sutidze (p.p.) 74, Pitman 80+ 3 | Reporte |         | Árbitro(s): Donka Jeleva-terzieva, Bulgaria | Árbitro(s): Donka Jeleva-terzieva, Bulgaria |

| 29 de octubre de 2007, 12:00 | Georgia | 0:3     | Rusia                  | Poladi, Rustavi, Georgia                    |                                             |
|                              |         | Reporte | Koltakova 4, 52, 80+ 2 | Árbitro(s): Donka Jeleva-terzieva, Bulgaria | Árbitro(s): Donka Jeleva-terzieva, Bulgaria |

| 29 de octubre de 2007, 15:00 | Inglaterra                  | 3:1     | Eslovaquia     | Mikheil Meskhi, Tiflis, Georgia      |                                      |
|                              | Nobbs 4(pen), 31, Pitman 53 | Reporte | Škorvánková 24 | Árbitro(s): Christine Bango, Austria | Árbitro(s): Christine Bango, Austria |

| 1 de noviembre de 2007, 15:00 | Rusia | 0:1     | Inglaterra   | Poladi, Rustavi, Georgia             |                                      |
|                               |       | Reporte | Wiltshire 68 | Árbitro(s): Christine Bango, Austria | Árbitro(s): Christine Bango, Austria |

| 1 de noviembre de 2007, 15:00 | Eslovaquia                                                          | 6:0     | Georgia | Mikheil Meskhi, Tiflis, Georgia       |                                       |
|                               | Mašlejová 11, 44, Škorvánková 33, 80, Vojteková 40+ 1, Stefanova 66 | Reporte |         | Árbitro(s): Evgeni Kaskantiri, Grecia | Árbitro(s): Evgeni Kaskantiri, Grecia |

### Ranking de los segundos puestos
Los 6 mejores segundos lugares de los 10 grupos pasarán a la siguiente ronda junto a los ganadores de cada grupo. (Se contabilizan los resultados obtenidos en contra de los ganadores y los terceros clasificados de cada grupo). Clasificaron Noruega, República de Irlanda, Dinamarca, Bélgica, Polonia y Rusia
| Grp | Equipo    | PJ | PG | PE | PP | GF | GC | DG | Pts |
| --- | --------- | -- | -- | -- | -- | -- | -- | -- | --- |
| 9   | Noruega   | 2  | 1  | 0  | 1  | 11 | 6  | +5 | 3   |
| 6   | Irlanda   | 2  | 1  | 0  | 1  | 6  | 2  | +4 | 3   |
| 5   | Dinamarca | 2  | 1  | 0  | 1  | 6  | 4  | +2 | 3   |
| 3   | Bélgica   | 2  | 1  | 0  | 1  | 6  | 4  | +2 | 3   |
| 2   | Polonia   | 2  | 1  | 0  | 1  | 4  | 2  | +2 | 3   |
| 10  | Rusia     | 2  | 1  | 0  | 1  | 3  | 2  | +1 | 3   |
| 8   | Hungría   | 2  | 1  | 0  | 1  | 3  | 3  | 0  | 3   |
| 1   | Gales     | 2  | 0  | 2  | 0  | 4  | 4  | 0  | 2   |
| 7   | España    | 2  | 0  | 2  | 0  | 2  | 2  | 0  | 2   |
| 4   | Eslovenia | 2  | 0  | 1  | 1  | 2  | 7  | –5   | 1   |

## Participantes Segunda Fase de Clasificación
| Equipos participantes | Equipos participantes | Equipos participantes | Equipos participantes |
| --------------------- | --------------------- | --------------------- | --------------------- |
| Suiza                 | Países Bajos          | Polonia               | Finlandia             |
| Bélgica               | Islandia              | Francia               | Dinamarca             |
| Suecia                | Irlanda               | República Checa       | Escocia               |
| Alemania              | Noruega               | Inglaterra            | Rusia                 |

## Segunda Fase de Clasificación
Los diez ganadores de grupo y los seis mejores segundos participan en esta fase de clasificación.
Los ganadores de cada grupo avanzaron a la ronda final.
Los equipos en cursiva fueron sede del mini-torneo.

### Grupo 1
| Equipo          | Pts | PJ | PG | PE | PP | GF | GC | Dif |
| --------------- | --- | -- | -- | -- | -- | -- | -- | --- |
| Inglaterra      | 7   | 3  | 2  | 1  | 0  | 7  | 1  | +6  |
| Países Bajos    | 5   | 3  | 1  | 2  | 0  | 3  | 1  | +2  |
| República Checa | 3   | 3  | 1  | 0  | 2  | 3  | 7  | −4  |
| Bélgica         | 1   | 3  | 0  | 1  | 2  | 3  | 7  | −4  |

| 25 de marzo de 2008, 15:00 | Inglaterra                            | 4:0     | República Checa | Slavoj Vysehrad , Praga, República Checa   |                                            |
|                            | Jane 3, Carter 49, 61, Holbrook 80+ 1 | Reporte |                 | Árbitro(s): Hilal Tuba Tosun Ayer, Turquía | Árbitro(s): Hilal Tuba Tosun Ayer, Turquía |

| 25 de marzo de 2008, 15:00 | Países Bajos     | 1:1     | Bélgica    | Horni Pocernice, Horni Pocernice, República Checa |                                          |
|                            | Oudejans 32(pen) | Reporte | Daniels 47 | Árbitro(s): Natalia Aleksakhina, Ucrania          | Árbitro(s): Natalia Aleksakhina, Ucrania |

| 27 de marzo de 2008, 15:00 | Inglaterra                         | 3:1     | Bélgica          | AFK Libčice, Libčice nad Vlatvou, República Checa |                                    |
|                            | Flaherty 20, Daly 40, Carter 80+ 3 | Reporte | Vanhaevermaet 59 | Árbitro(s): Efthalia Mitsi, Grecia                | Árbitro(s): Efthalia Mitsi, Grecia |

| 27 de marzo de 2008, 15:00 | República Checa | 0:2     | Países Bajos                 | Slavoj Vysehrad , Praga, República Checa |                                          |
|                            |                 | Reporte | Oudejans 4, Van de Sanden 10 | Árbitro(s): Natalia Aleksakhina, Ucrania | Árbitro(s): Natalia Aleksakhina, Ucrania |

| 30 de marzo de 2008, 11:00 | Países Bajos | 0:0     | Inglaterra | SK Lhota, Lhota, República Checa           |                                            |
|                            |              | Reporte |            | Árbitro(s): Hilal Tuba Tosun Ayer, Turquía | Árbitro(s): Hilal Tuba Tosun Ayer, Turquía |

| 30 de marzo de 2008, 11:00 | Bélgica    | 1:3     | República Checa                         | Slavoj Vysehrad, Praga, República Checa |                                    |
|                            | Daniels 19 | Reporte | Pivonková 38, Culová 50, Pospisilová 64 | Árbitro(s): Efthalia Mitsi, Grecia      | Árbitro(s): Efthalia Mitsi, Grecia |

### Grupo 2
| Equipo  | Pts | PJ | PG | PE | PP | GF | GC | Dif |
| ------- | --- | -- | -- | -- | -- | -- | -- | --- |
| Francia | 9   | 3  | 3  | 0  | 0  | 5  | 0  | +5  |
| Escocia | 6   | 3  | 2  | 0  | 1  | 2  | 1  | +1  |
| Irlanda | 3   | 3  | 1  | 0  | 2  | 1  | 3  | −2  |
| Noruega | 0   | 3  | 0  | 0  | 3  | 0  | 4  | −4  |

| 18 de marzo de 2008, 16:00 | Escocia    | 1:0     | Irlanda | Jean Laffon, Perpiñán, Francia           |                                          |
|                            | Thomson 26 | Reporte |         | Árbitro(s): Sandra Braz Bastos, Portugal | Árbitro(s): Sandra Braz Bastos, Portugal |

| 18 de marzo de 2008, 18:30 | Francia                | 2:0     | Noruega | Canet-en-Roussillon, Canet-en-Roussillon, Francia |                                        |
|                            | Perdrizet 60, Augis 80 | Reporte |         | Árbitro(s): Marija Damjanovic, Croacia            | Árbitro(s): Marija Damjanovic, Croacia |

| 20 de marzo de 2008, 16:00 | Francia                 | 2:0     | Irlanda | Jean Laffon, Perpiñán, Francia         |                                        |
|                            | Crammer 53, Barbance 80 | Reporte |         | Árbitro(s): Marija Damjanovic, Croacia | Árbitro(s): Marija Damjanovic, Croacia |

| 20 de marzo de 2008, 18:30 | Noruega | 0:1     | Escocia       | Canet-en-Roussillon , Canet-en-Roussillon, Francia |                                    |
|                            |         | Reporte | Thomson 80+ 1 | Árbitro(s): Esther Farrugia, Malta                 | Árbitro(s): Esther Farrugia, Malta |

| 23 de marzo de 2008, 15:00 | Escocia | 0:1     | Francia    | Canet-en-Roussillon, Canet-en-Roussillon, Francia |                                          |
|                            |         | Reporte | Crammer 61 | Árbitro(s): Sandra Braz Bastos, Portugal          | Árbitro(s): Sandra Braz Bastos, Portugal |

| 23 de marzo de 2008, 15:00 | Irlanda | 1:0     | Noruega | Jean Laffon, Perpiñán, Francia     |                                    |
|                            | Ryan 35 | Reporte |         | Árbitro(s): Esther Farrugia, Malta | Árbitro(s): Esther Farrugia, Malta |

### Grupo 3
| Equipo   | Pts | PJ | PG | PE | PP | GF | GC | Dif |
| -------- | --- | -- | -- | -- | -- | -- | -- | --- |
| Alemania | 9   | 3  | 3  | 0  | 0  | 11 | 1  | +10 |
| Polonia  | 4   | 3  | 1  | 1  | 1  | 3  | 4  | −1  |
| Suecia   | 2   | 3  | 0  | 2  | 1  | 3  | 6  | −6  |
| Suiza    | 1   | 3  | 0  | 1  | 2  | 1  | 7  | −6  |

| 10 de abril de 2008, 15:30 | Suecia    | 1:1     | Polonia   | Am Hallo, Essen, Alemania         |                                   |
|                            | Klinga 34 | Reporte | Sikora 23 | Árbitro(s): Dilan Gökcek, Turquía | Árbitro(s): Dilan Gökcek, Turquía |

| 10 de abril de 2008, 18:00 | Alemania                            | 4:0     | Suiza | Am Hallo, Essen, Alemania              |                                        |
|                            | Zumbült 23, Rudelic 65, 69, Popp 77 | Reporte |       | Árbitro(s): Alessia Lazzaretto, Italia | Árbitro(s): Alessia Lazzaretto, Italia |

| 12 de abril de 2008, 11:30 | Suiza    | 1:1     | Suecia      | Jahnstadion, Bottrop, Alemania    |                                   |
|                            | Kiwic 13 | Reporte | Wegerman 39 | Árbitro(s): Dilan Gökcek, Turquía | Árbitro(s): Dilan Gökcek, Turquía |

| 12 de abril de 2008, 14:00 | Alemania             | 3:0     | Polonia | Jahnstadion, Bottrop, Alemania             |                                            |
|                            | Knaak 4, 19, Popp 35 | Reporte |         | Árbitro(s): Jana Adamkova, República Checa | Árbitro(s): Jana Adamkova, República Checa |

| 15 de abril de 2008, 18:00 | Suecia     | 1:4     | Alemania                        | Am Hallo, Essen, Alemania              |                                        |
|                            | Schough 18 | Reporte | Mester 34, Popp 38, 58(pen), 68 | Árbitro(s): Alessia Lazzaretto, Italia | Árbitro(s): Alessia Lazzaretto, Italia |

| 15 de abril de 2008, 18:00 | Polonia               | 2:0     | Suiza | Jahnstadion, Bottrop, Alemania             |                                            |
|                            | Sikora 16, Lesińka 27 | Reporte |       | Árbitro(s): Jana Adamkova, República Checa | Árbitro(s): Jana Adamkova, República Checa |

### Grupo 4
| Equipo    | Pts | PJ | PG | PE | PP | GF | GC | Dif |
| --------- | --- | -- | -- | -- | -- | -- | -- | --- |
| Dinamarca | 7   | 3  | 2  | 1  | 0  | 6  | 2  | +4  |
| Finlandia | 7   | 3  | 2  | 1  | 0  | 5  | 2  | +3  |
| Rusia     | 3   | 3  | 1  | 0  | 2  | 4  | 6  | −2  |
| Islandia  | 0   | 3  | 0  | 0  | 3  | 7  | 12 | −5  |

| 24 de marzo de 2008, 13:00 | Islandia                                              | 3:4     | Rusia                                          | Vildbjerg, Vildbjerg, Dinamarca         |                                         |
|                            | Thorvaldsdottir 17, Valmundsdottir 22, Omarsdottir 36 | Reporte | Zinovyeva 11, 73, Akimova 43, Ananyeva 48(pen) | Árbitro(s): Zuzana Kovacova, Eslovaquia | Árbitro(s): Zuzana Kovacova, Eslovaquia |

| 24 de marzo de 2008, 15:30 | Finlandia | 0:0     | Dinamarca | Vildbjerg, Vildbjerg, Dinamarca         |                                         |
|                            |           | Reporte |           | Árbitro(s): Nicole Schumacher, Alemania | Árbitro(s): Nicole Schumacher, Alemania |

| 27 de marzo de 2008, 13:00 | Finlandia   | 1:0     | Rusia | Spjald, Spjald, Dinamarca       |                                 |
|                            | Ojanperä 25 | Reporte |       | Árbitro(s): Ginta Pece, Letonia | Árbitro(s): Ginta Pece, Letonia |

| 27 de marzo de 2008, 18:00 | Dinamarca                                                     | 4:2     | Islandia                               | Spjald, Spjald, Dinamarca               |                                         |
|                            | Andreasen 12, Junge Pedersen 54, Veje 70, Boye Sørensen 80+ 2 | Reporte | Valdimarsdottir 25, Thorvaldsdottir 72 | Árbitro(s): Zuzana Kovacova, Eslovaquia | Árbitro(s): Zuzana Kovacova, Eslovaquia |

| 29 de marzo de 2008, 15:00 | Islandia                          | 2:4     | Finlandia                                     | Spjald, Spjald, Dinamarca       |                                 |
|                            | Antonsdottir 53, Alanen (p.p.) 61 | Reporte | Alanen 11, Ojanperä 49, Räihälä 58, Meller 64 | Árbitro(s): Ginta Pece, Letonia | Árbitro(s): Ginta Pece, Letonia |

| 29 de marzo de 2008, 18:00 | Rusia | 0:2     | Dinamarca          | Vildbjerg, Vildbjerg, Dinamarca         |                                         |
|                            |       | Reporte | Hohol 62, Olsen 80 | Árbitro(s): Nicole Schumacher, Alemania | Árbitro(s): Nicole Schumacher, Alemania |

## Fase Final
Las ganadoras de los cuatro grupos anteriores acceden a la etapa de semifinales. Jugaron en el Centre Sportif de Colovray, Nyon, Suiza. Además, acceden directamente a la Copa Mundial Femenina de Fútbol Sub-17 de 2008 a realizarse en Nueva Zelanda.
|  | Semifinales                                | Semifinales                                |   |                                            | Final                                      | Final |  |
|  |                                            |                                            |   |                                            |                                            |       |  |
|  |                                            |                                            |   |                                            |                                            |       |  |
|  | Colovray (Nyon), Suiza, 20 de mayo de 2008 |                                            |   |                                            |                                            |       |  |
|  | Inglaterra                                 | 1                                          |   |                                            |                                            |       |  |
|  | Francia                                    | 3 (t.e.)                                   |   |                                            |                                            |       |  |
|  |                                            |                                            |   |                                            |                                            |       |  |
|  |                                            |                                            |   |                                            | Colovray (Nyon), Suiza, 23 de mayo de 2008 |       |  |
|  |                                            |                                            |   |                                            | Francia                                    | 1     |  |
|  |                                            | Alemania                                   | 3 |                                            |                                            |       |  |
|  |                                            |                                            |   |                                            |                                            |       |  |
|  |                                            |                                            |   |                                            |                                            |       |  |
|  |                                            |                                            |   |                                            | Tercer lugar                               |       |  |
|  | Colovray (Nyon), Suiza, 20 de mayo de 2008 | Colovray (Nyon), Suiza, 20 de mayo de 2008 |   | Colovray (Nyon), Suiza, 23 de mayo de 2008 | Colovray (Nyon), Suiza, 23 de mayo de 2008 |       |  |
|  | Alemania                                   | 1                                          |   | Inglaterra                                 | 1                                          |       |  |
|  | Dinamarca                                  | 0                                          |   |                                            | Dinamarca                                  | 4     |  |

### Semifinales
| 20 de mayo de 2008, 18:00 | Inglaterra | 1:3 (1:1, 0:0) | Francia                                                | Colovray Stadium, Nyon, Suiza           |                                         |
|                           | Marsh 46'  | Reporte        | Crammer 49' (pen.) Augis 14' Ex. Makanza 19' Ex.(pen.) | Árbitro(s): Laurence Zeien (Luxemburgo) | Árbitro(s): Laurence Zeien (Luxemburgo) |

| 20 de mayo de 2008, 15:00 | Alemania     | 1:0 (0:0) | Dinamarca | Colovray Stadium, Nyon, Suiza    |                                  |
|                           | Marozsán 44' | Reporte   |           | Árbitro(s): Rhona Daly (Irlanda) | Árbitro(s): Rhona Daly (Irlanda) |

### Tercer Puesto
| 23 de mayo de 2008, 17:00 | Inglaterra | 1:4 (1:1) | Dinamarca                                                      | Colovray Stadium, Nyon, Suiza           |                                         |
|                           | Jane 2'    | Reporte   | Boye Sørensen 28' Hohol 66' Thirup Rudmose 75' Andreasen 80'+3 | Árbitro(s): Laurence Zeien (Luxemburgo) | Árbitro(s): Laurence Zeien (Luxemburgo) |

### Final
| 23 de mayo de 2008, 13:00 | Francia | 0:3 (0:1) | Alemania                          | Colovray Stadium, Nyon, Suiza    |                                  |
|                           |         | Reporte   | Marozsán 33' Popp 49' Rudelic 72' | Árbitro(s): Rhona Daly (Irlanda) | Árbitro(s): Rhona Daly (Irlanda) |

| Bandera de Alemania |
| Campeón ALEMANIA    |
| Primer título       |